# Heinrich von Vietinghoff
Pour les articles homonymes, voir Vietinghoff.
Le baron Heinrich Gottfried Otto Richard von Vietinghoff, genannt von Scheel, né le 6 décembre 1887, à Mayence et mort le 23 février 1952, à Pfronten-Ried, est un général allemand de la Wehrmacht de la Seconde Guerre mondiale. Il commanda la Xe armée allemande en Italie.

## Biographie
Heinrich Gottfried Otto Richard von Vietinghoff est issu de l'antique famille von Vietinghoff, de la branche de Scheel originaire de Westphalie, avec des ramifications dans toute l'Europe du Nord. Ses parents, le futur Generalleutnant d'artillerie de l'armée du royaume de Prusse Hans-Hermann von Vietinghoff et sa mère, née comtesse Leona von Schmettow (1861–1942), l'appuyèrent énergiquement dans sa carrière militaire. Ses contacts précoces avec la vie militaire lui font rejoindre l'armée à l'âge de 15 ans, il doit mentir sur son âge durant les premières années de son service.
Le 24 novembre 1938, Vietinghoff est nommé commandant de la 5e division de Panzer et prend part à l'invasion de la Pologne sous les ordres du général Wilhelm von Leeb. Il est promu général en juin 1940 et dirige ensuite le 46e corps Panzer en Yougoslavie qui prend une part déterminante dans l'invasion des Balkans. Pendant l'opération Barbarossa, il intègre le groupe d'armées Centre sous les ordres du général Fedor von Bock. À cette époque, il a un accident qui lui vaut le surnom de «Panzerknacker » (écraseur de char). Vietinghoff sert aussi plus tard sous les ordres du général Guderian dans la 2e armée Panzer.
À partir de décembre 1942 jusqu'en août 1943, il est commandant en chef de la XVe armée allemande, dont le quartier général est à Tourcoing (aujourd'hui au musée du 5 juin 1944). La Xe armée est recréée en août 1943 et le commandement est confié à Vietinghoff le 26 août, commandement qu'il gardera jusqu'au 31 octobre 1944 exception faite d'un intermède du général der panzertruppen Joachim Lemelsen entre le 5 novembre et le 31 décembre 1943. Il s'oppose d'abord aux forces alliées qui débarquent à Salerne en septembre 1943 sans pouvoir les rejeter à la mer. Ensuite il tient diverse lignes de résistance en Italie dons la principale, la ligne Gustave qui cédera en mai 1944 quand  le mont Cassin sera pris  par les troupes du général Harold Alexander ouvrant ainsi la route de  Rome et de l'Italie centrale pendant l'absence de Vietinghoff qui est en Allemagne pour recevoir la croix de chevalier de la croix de fer avec feuilles de chêne des mains d'Hitler. Les Allemands des Xe et XIVe armées étant alors rejetés jusqu'à la ligne Gothique. Vietinghoff succède au général Kesselring, lorsque celui-ci est hospitalisé pendant trois mois, après une collision le 25 octobre 1944. Vietinghoff est en Prusse en janvier 1945, puis il est au poste de commandant suprême en Italie le 23 mars 1945. Il se rend le 2 mai 1945 et reste prisonnier de guerre du 23 mai 1945 jusqu'en 1946 au camp spécial no 11 de Bolzano.

## Famille
Heinrich von Vietinghoff épouse le 6 janvier 1920 Elfriede Wagner (1892-1989), fille du colonel Ludwig Wagner, veuve (en 1912) après seize mois de mariage de l'industriel alsacien Adolf Schwarzmann.

## Promotions
1. Fähnrich : 6 mars 1906
2. Leutnant : 27 janvier 1907
3. Hauptmann : 24 juin 1915
4. Major : 1er mars 1926
5. Oberstleutnant : 1er février 1931
6. Oberst : 1er avril 1933
7. Generalmajor : 1er avril 1936
8. Generalleutnant : 1er mars 1938

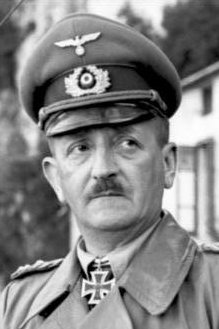
Photographie du général von Vietinghoff

9. General der Panzertruppen : 1er juin 1940
10. Generaloberst : 1er septembre 1943

## Décorations
1914-1918
- Croix de fer (1914) 
  - 2e classe
  - 1re classe
- Croix de chevalier de l'ordre royal de Hohenzollern avec glaives
- Ritterkreuz 1re classe des Albrechts-Ordens avec glaives
- Croix du Mérite militaire (Mecklembourg-Schwerin) 2e classe
- Croix pour services rendus pendant la guerre (Saxe-Meiningen)
- Croix hanséatique de Lübeck
- Ordre de la Couronne de fer 3e Classe avec Kriegsdekoration
- Croix du Mérite militaire (Autriche) 3e classe avec Kriegsdekoration
- Étoile de Gallipoli
- Ordre du Mérite militaire (Bulgarie) Cavalier de Ve Classe
- Insigne des blessés (1918) en noir

1939-1945
- Médaille de service de longue durée de la Wehrmacht 4e à 1re classe
- Agrafe de la croix de fer
  - 2e classe
  - 1re classe
- Insigne de combat des blindés en argent
- Croix de chevalier de la croix de fer avec feuilles de chêne
  - Croix de chevalier de la croix de fer le 24 juin 1940
  - Feuilles de chêne le 16 avril 1944 (#456)
- Médaille du Front de l'Est
- Croix allemande en or le 22 avril 1942